# Kermes shastensis
Kermes shastensis är en insektsart som beskrevs av Edward MacFarlane Ehrhorn 1911.
Kermes shastensis ingår i släktet Kermes och familjen eksköldlöss. Inga underarter finns listade i Catalogue of Life.